# Phaeocedus braccatus
Espèce
Synonymes
- Drassus braccatus L. Koch, 1866
- Drassus bulbifer O. Pickard-Cambridge, 1874
- Drassus affinis Pavesi, 1875 nec Nicolet, 1849
- Drassus amaryi Pavesi, 1875

Phaeocedus braccatus est une espèce d'araignées aranéomorphes de la famille des Gnaphosidae.

## Distribution
Cette espèce se rencontre en zone paléarctique.

## Description
Les mâles mesurent de 4 à 4,9 mm et les femelles de 4,5 à 6,9 mm.

## Liste des sous-espèces
Selon World Spider Catalog (version 17.5, 09/11/2016) :
- Phaeocedus braccatus braccatus (L. Koch, 1866)
- Phaeocedus braccatus jugorum Simon, 1914

## Publications originales
- L. Koch, 1866 : Die Arachniden-Familie der Drassiden. Nürnberg, Hefte 1-6, p. 1-304.
- Simon, 1914 : Les arachnides de France. Synopsis générale et catalogue des espèces françaises de l'ordre des Araneae. Paris, vol. 6, 1re partie, p. 1-308.